# Iglesia de San Antonio de Pereira (Rionegro)
La  Iglesia de San Antonio de Pereira es un templo de culto católico, bajo la advocación de San Antonio de Padua. Está ubicado al costado oriental del parque del barrio San Antonio de Pereira, del municipio colombiano de Rionegro (Antioquia) y pertenece a la jurisdicción eclesiástica de la Diócesis de Sonsón-Rionegro. 
El edificio es de estilo colonial, de planta rectangular, dividido por tres naves, se destaca la talla de madera del retablo, muestra del laborioso trabajo artesanal.

## Historia
A pocos kilómetros del parque principal de Rionegro, en dirección sureste, se encuentra el barrio San Antonio de Pereira, antiguamente fue un caserío indígena que debe su denominación a la imagen de San Antonio hallada por una mujer nativa, a orillas del río “La Pereira” a mediados del siglo XVII.
En la época de dicho hallazgo, en un costado del parque principal de San Antonio de Pereira, los vecinos levantaron originalmente una humilde edificación de paredes en tapia y techo pajizo, que perduró hasta 1725, pues en ese año se comenzó otra construcción más sólida, ejecutada en varias etapas y finalizada en 1775. Su fachada principal fue construida en ladrillo con doble espadaña, cubierta a dos aguas con teja española y muros en tapia.
Hacia 1877 se realizaron algunas modificaciones a la edificación colonial. Se aumentó su área, sobre la zona del presbiterio se levantó un cimborrio octogonal y los soportes originales fueron recubiertos por falsas columnas clásicas, muy al gusto republicano, la tendencia de ese momento. De ese año son unas tablas firmadas por Joaquín Moreno y José Antonio García, quienes probablemente intervinieron en las modificaciones. 
En 1930 el templo fue nuevamente sometido a reformas, la fachada principal contaba con doble espadaña, estas fueron fusionadas al construirse un gran remate triangular, en el cual se colocó un reloj.
Pero las modificaciones en el templo no terminaron, pues en 1990 le fue retirado el pañete a la fachada principal, dejando a la vista el ladrillo, exponiéndolo a un acelerado deterioro. También fueron eliminados en el interior los falsos arcos y columnas. En 1991 la Fundación Ferrocarril de Antioquia (institución pionera en la conservación del patrimonio arquitectónico antioqueño), interviene oportunamente, impidiendo que se realizaran más errores en el pequeño templo y asumió el liderazgo de su restauración.
Después de dos años de estudios y tras la investigación histórica de la iglesia, la realización del levantamiento planimétrico, el estudio de su estado patológico y constructivo, se ejecutó la restauración restituyéndole su concepción original. Por lo cual, se suprimió el cimborrio, se regresó a la estructura primitiva de la cubierta que era de par y nudillo; se rescataron las puertas laterales que se encontraban tapiadas así como los corredores que circunda el templo. La restauración también incluyó el rescate del coro colonial, los pisos de ladrillo, la sobria carpintería de puertas y ventanas basada en tablones sin ninguna decoración y se devolvió la policromía de las columnas y el retablo. Por el momento la fachada principal no será intervenida porque no existe documentación gráfica que revele como era previamente a las reformas de 1930.